# Belecke
Belecke is een stadje in de Duitse gemeente Warstein, deelstaat Noordrijn-Westfalen, en telt 5.481 inwoners (ultimo 2017).

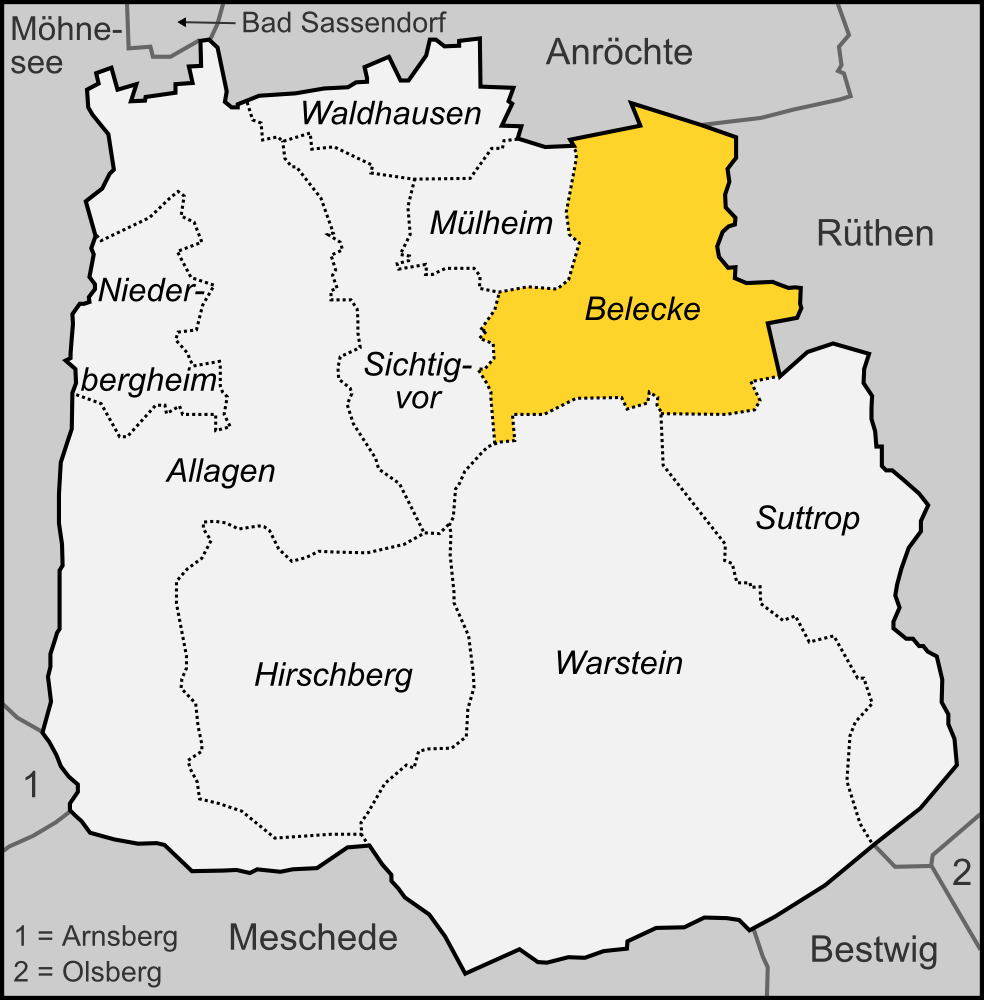
Ligging van Belecke in de gemeente Warstein

Het ligt 7 km ten noorden van de stad Warstein aan de rivier de Möhne en aan Bundesstraße 516 Werl - Brilon. Op 12 km ten noorden van Belecke , bij Anröchte, is afrit 58 van de A4. Belecke heeft ook een station, maar de spoorlijn waaraan het ligt is alleen voor goederenvervoer in gebruik.
De mogelijk naar een bad-locatie genoemde plaats bestond in de 10e eeuw reeds en kreeg van de aartsbisschop van Keulen , Siegfried II van Westerburg, in 1296 stadsrechten. Het is als bijstad van Rüthen korte tijd lid geweest van de Hanze. In 1599 was er een rampzalige pestepidemie. In de Dertigjarige Oorlog , vooral in 1636, had het stadje veel oorlogsleed te verduren. Ook in 1703 was er nog een grote stadsbrand.
Van 1934 totdat rond 1960 de geneeskrachtige, keukenzouthoudende bron opdroogde, was Belecke een kuuroord.
In de periode 1945-1970 waren er tijdelijk enige zware industrieën, met name metaalfabrieken in Belecke gevestigd.
Belecke heeft een bezienswaardige aan St. Pancratius gewijde kerk (17e eeuw). In de pastorie ernaast is een museum voor vooral religieuze kunst gevestigd. De Stütings Mühle is een schilderachtige watermolen in het stadje. Verder zijn er nog ca. 20 oude vakwerkhuizen bewaard gebleven.
Ten zuidwesten van de stad ligt het Arnsberger Wald, een deel van het Sauerland.

## Geboren
- Hans-Josef Becker (1948), aartsbisschop

## Afbeeldingen

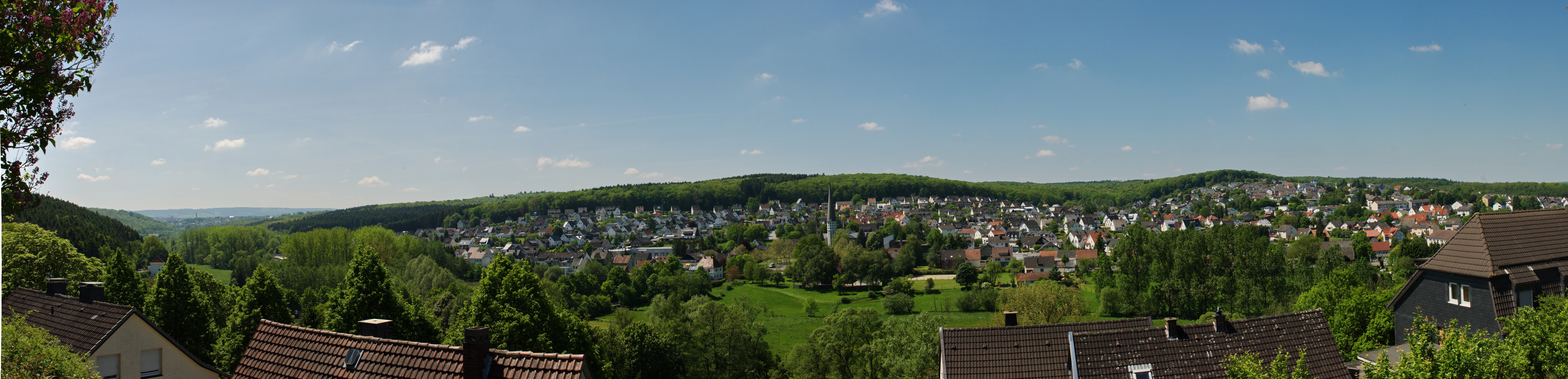
Panorama vanaf de Probsteiberg
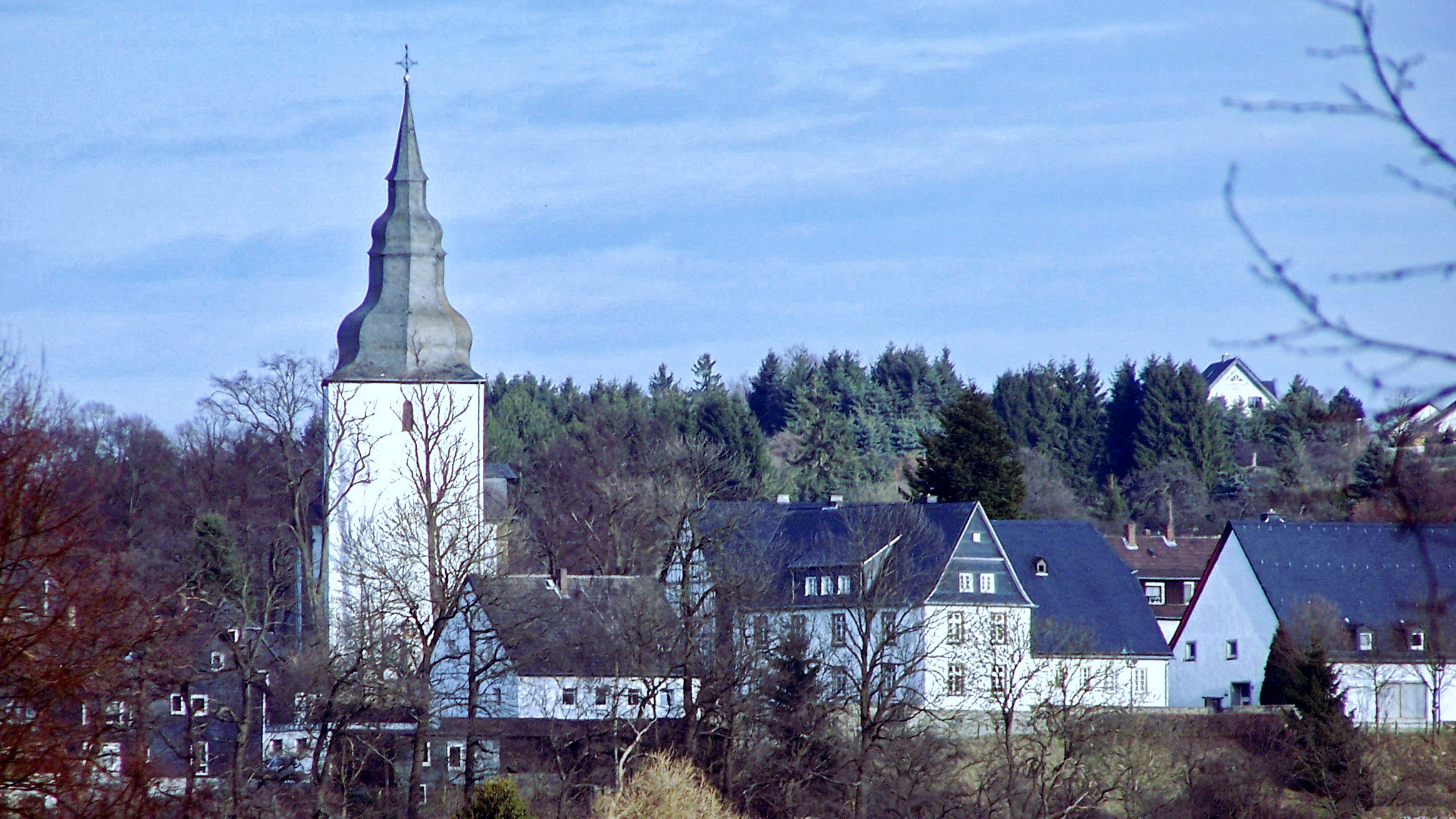
St. Pancratius in het centrum van Belecke
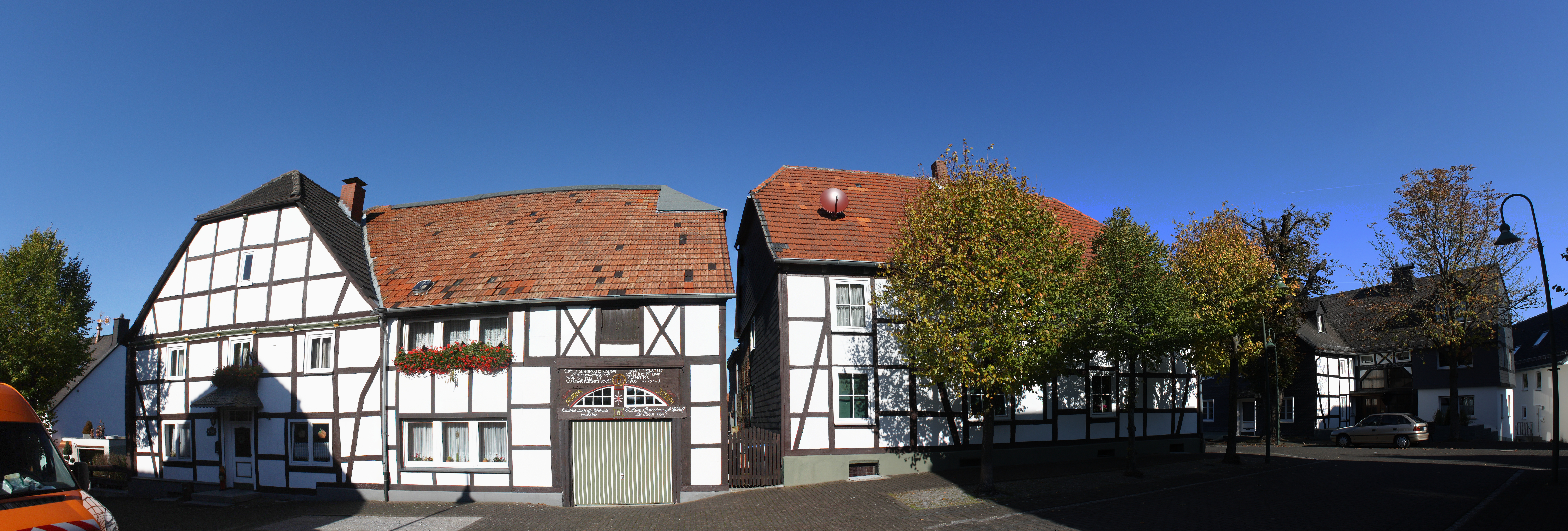
Vakwerkhuizen in Belecke
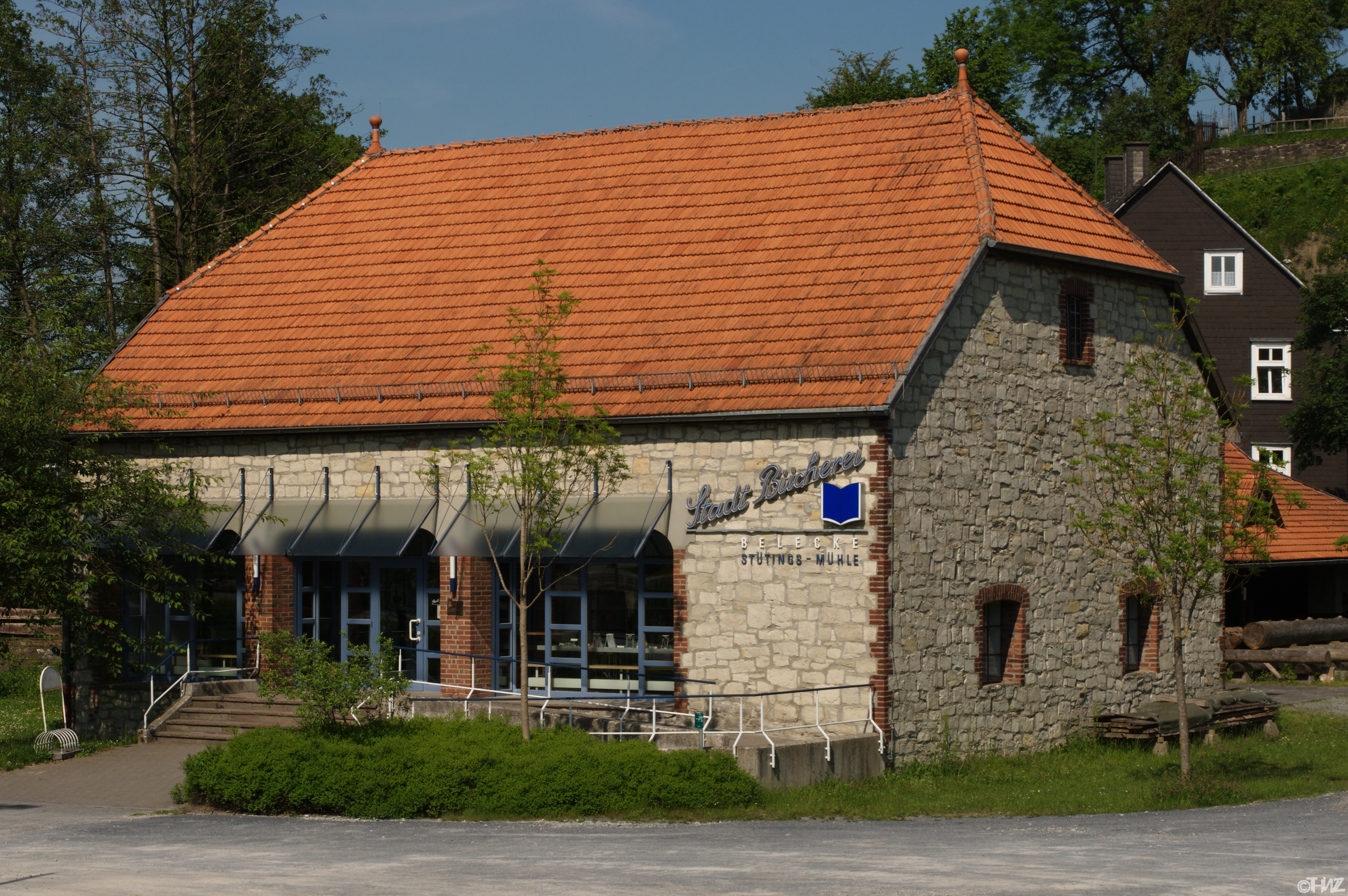
Stütings watermolen, waarin de plaatselijke bibliotheek is gevestigd
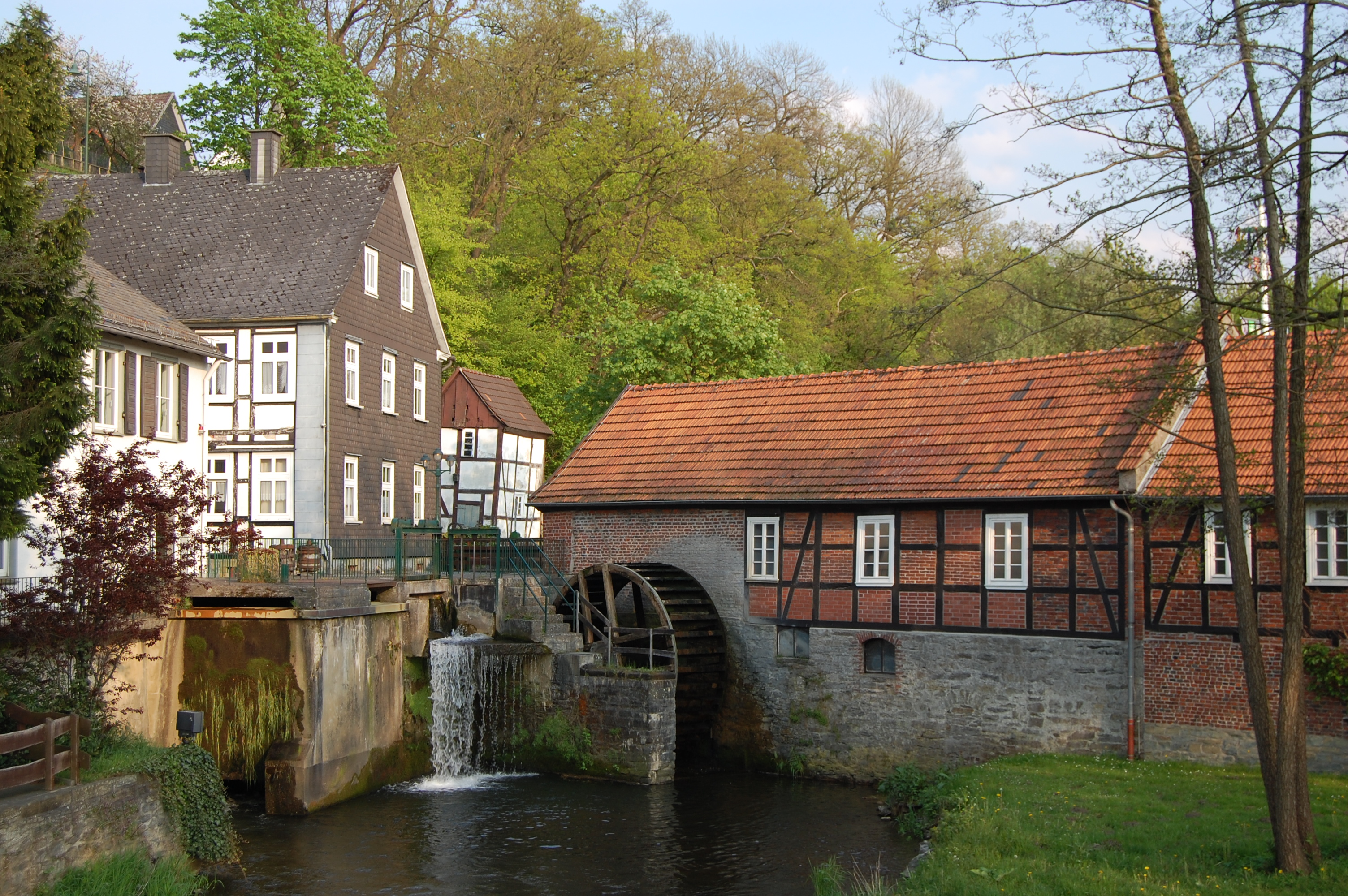
Stütings molen, waterrad